# Сент-Африк-ле-Монтань
Сент-Афри́к-ле-Монта́нь (фр. Saint-Affrique-les-Montagnes, окс. Sant Africa de las Montanhas) — коммуна во Франции, находится в регионе Юг — Пиренеи. Департамент — Тарн. Входит в состав кантона Ла-Монтань-Нуар. Округ коммуны — Кастр.
Код INSEE коммуны — 81235.

## География

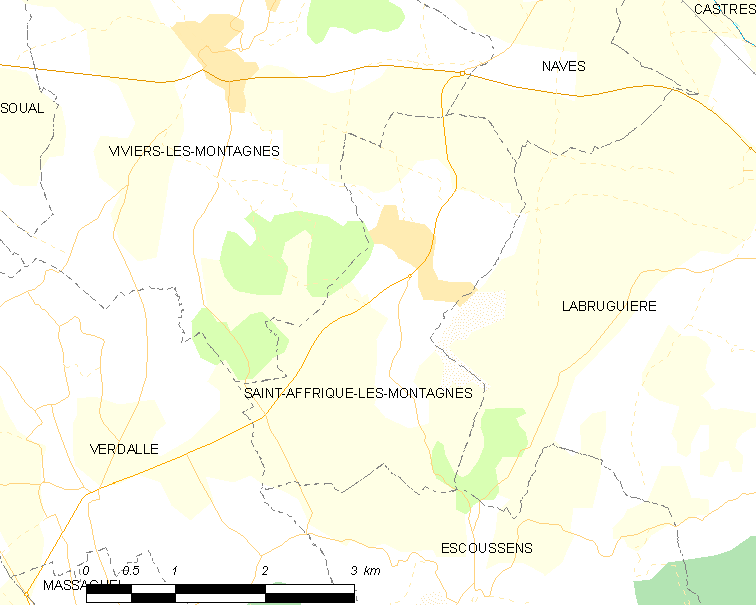
Карта коммуны

Коммуна расположена приблизительно в 600 км к югу от Парижа, в 65 км восточнее Тулузы, в 45 км к югу от Альби.
На севере коммуны протекает река Берназобр.

## Климат
Климат умеренно-океанический. Зима мягкая и дождливая, лето жаркое с частыми грозами. Ветры довольно редки.

## Население
Население коммуны на 2010 год составляло 744 человека.
| 1962 | 1968 | 1975 | 1982 | 1990 | 1999 | 2010 |
| ---- | ---- | ---- | ---- | ---- | ---- | ---- |
| 329  | 354  | 311  | 351  | 438  | 600  | 744  |

## Администрация
| Период | Период | Фамилия         | Партия | Примечания |
| ------ | ------ | --------------- | ------ | ---------- |
| 2006   | 2014   | Кристиан Карьер |        |            |
| 2014   | 2020   | Жак Мийе        |        |            |

## Экономика
В 2007 году среди 463 человек в трудоспособном возрасте (15—64 лет) 362 были экономически активными, 101 — неактивными (показатель активности — 78,2 %, в 1999 году было 72,8 %). Из 362 активных работали 331 человек (175 мужчин и 156 женщин), безработных было 31 (10 мужчин и 21 женщина). Среди 101 неактивных 54 человека были учениками или студентами, 24 — пенсионерами, 23 были неактивными по другим причинам.